# 威拉姆特隕石
威拉姆特隕石的正式名稱是威拉姆特，是在美國俄勒岡發現一顆鐵-鎳為主的隕石。它是美國最大的隕石，也是世界第六大的隕石。在發現的地點沒有隕石坑，因此有可能是落在現在的加拿大，然後在冰河時期隨著冰層的流動搬移到被發現的地方。它目前展示在美國自然歷史博物館。

## 物理性質
威拉姆特隕石的質量大約是32,000磅，（15公噸），它的類型是III鐵隕石，組成份是91%鐵，7.62%鎳、還有可察覺的鈷和磷。它的尺寸大約是10尺（3.5米）長，6.5尺（1.98米）寬、4.25尺（1.3米）高。表面獨特的侵蝕特徵，應該是高速進入大氣層和之後的大氣風化造成的。風化的情況，和雨水的交互作用造成隕硫鐵的礦物產生，這是硫酸緩慢的溶解隕石內的某些成分形成的。今天在許多的凹陷處都可以看見這種結果（經歷很長的時期）。威拉姆特的韋德曼花紋被追蹤到有再結晶的結構，這是母體受到撞擊加熱事件的結果。

## 近代歷史
威拉姆特隕石是在俄勒岡的威拉米特谷發現的，位在現代化的西林市附近。雖然美國的原住民早已知道，但近代是移居的埃利休斯公司在1902年重發現的，當時相關的土地是屬於國有的俄勒岡鐵和鋼公司所有。休斯知道隕石的意義，並試圖將隕石偷偷的移入它自己的土地，這涉及90天的辛勤工作和3/4英里（1200米）的距離。這樣的移動被發現，並經過俄勒岡最高法院的訴訟判決，俄勒岡鐵和鋼公司是這顆隕石法律上的擁有人。

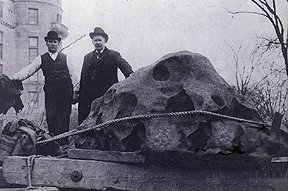
在20世紀初期的威拉姆特隕石。

在1905年，威拉姆特隕石被威廉E道奇夫人以$26,000購入。稍後在路易斯和克拉克百年紀念博覽會中展出，並被捐贈給位於紐約的美國自然歷史博物館，現在仍在該處展示。

## 重量

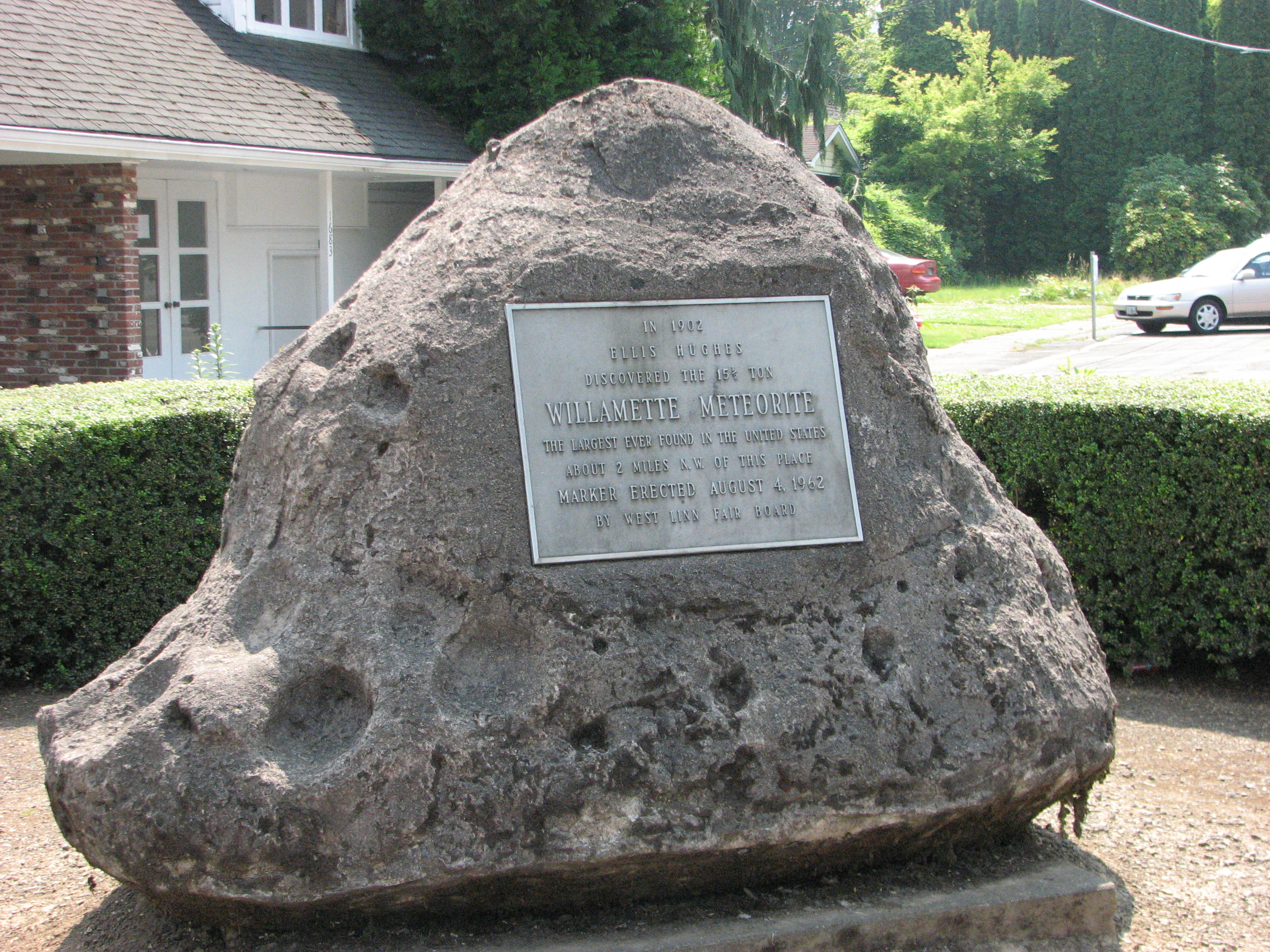
在威拉姆特地區西林市的一個隕石小複製品。在飾板上寫道：「在1902年，埃利休斯在距離此地西北方約2英里處發現重達15.5噸的威拉姆特隕石，是在美國境內發現最大的隕石。西林市公平委員會於1962年8月4日豎立。」

對威拉姆特隕石的實際重量有些混淆，這是由於公噸和短噸之間的差別，因為在當時都只稱為噸。結果是不同的來源有不同的重量報告，範圍從15,500公斤（15.5噸）到12700公斤。官方的美國自然歷史博物館的紀錄有"15.5 噸"和"14噸"。但是15500 公斤比較接近15.5 短噸換算成是公噸和12700 公斤接近14 公噸轉換成短噸。
此外，在1906年的美國國家自然歷史博物館本身宣稱威拉姆特隕石的重量至少是31200磅，或是15.6噸。綜合這些因素，並在安全範圍內的假設下，這顆隕石實際的重量應該是14150公斤 = 15.6短噸 = 14.15 噸。

## 複製品
一顆威拉姆特隕石複製品被安放在俄勒岡州尤金市的俄勒岡大學俄勒岡大學自然和文化博物館 ，另一顆複製品被安放在靠近威拉姆特的俄勒岡西林市的衛理公會教堂。

## 外部連結
- On the agreement between American Museum of Natural History and the Confederated Tribes of the Grand Ronde Community （页面存档备份，存于）
- Map reference （页面存档备份，存于）
- Articles search result for "Meteorite" on the Confederated Tribes of the Grand Ronde website （页面存档备份，存于）
- Geological Society of Oregon on the Missoula Floods & the Willamette Meteorite
- About the Williamette [sic] Meteorite in Oregon